# ASC Le Geldar
Association Sportive et Culturelle Le Geldar là một câu lạc bộ bóng đá Guyane thuộc Pháp, thi đấu ở thị trấn Kourou. Đội bóng chơi ở giải hạng nhất Guyane thuộc Pháp, Giải bóng đá vô địch quốc gia Guyane thuộc Pháp.

## Thành tích
- Giải bóng đá vô địch quốc gia Guyane thuộc Pháp: 10

1985, 1988, 1989, 2001, 2004, 2005, 2008, 2009, 2010, 2013
- Outremer Champions Cup: 1

2005
- Coupe D.O.M: 1

2005
- Cúp bóng đá Guyane: 4

1978/79, 2006/07, 2008/09, 2009/2010
- Coupe de la Municipalité de Kourou: 1

1982/83
- Coupe des Guyanes: 1

2008
- Trophée des clubs champions des Antilles-Guyane  (1 fois):
  -  Vainqueur: 2009 (Á quân); 2010 (Á quân)

## Thành tích ở các giải đấu CONCACAF
- CONCACAF Champions' Cup: 1 lần tham gia

1992 – Vòng Một (Caribbean) – Thua trước  SV Robinhood 2 – 1 sau 2 lượt trận (giai đoạn 2 trong 6)

## Câu lạc bộ trong hệ thống bóng đá Pháp
- Cúp bóng đá Pháp: 7 lần tham gia

1983–84, 1988–89, 2002–03, 2010–2011, 2012–13, 2016–17, 2017–18
| Năm     | Vòng   | Đội nhà (Hạng) | Tỉ số                | Đội khách (Hạng) |
| ------- | ------ | -------------- | -------------------- | ---------------- |
| 1988–89 | Vòng 8 | ASC Le Geldar  | 1–1 (s.h.p.) (5–4 p) | EAC Chaumont (3) |
| 1988–89 | Vòng 9 | FC Sens (5)    | 1–2                  | ASC Le Geldar    |

## Chủ tịch
- Eustase Rimane (1957–60)
- Etienne Antoinette (1960–76)
- Gabriel Deloumeau (1976–80)
- Firmin Zulemaro (1980–81)
- Daniel Talmensy (1981–83)
- Jacques Voyer (1983–86)
- Eutase Rimane (1986–89)
- Daniel Thalmensy (1989–)